# 실버라이닝 플레이북 (소설)
《실버라이닝 플레이북》(The Silver Linings Playbook)은 2008년 출판된 미국의 작가 매슈 퀵의 데뷔 소설이다.

## 영화화
데이비드 O. 러셀 감독에 의해 2012년에 공개되었다. 브래들리 쿠퍼, 제니퍼 로렌스 등이 출연한다.